# Stor stjärnfruktlav
Stor stjärnfruktlav (Petractis clausa) är en lavart som först beskrevs av Franz Georg Hoffmann, och fick sitt nu gällande namn av Kremp. Stor stjärnfruktlav ingår i släktet Petractis och familjen Stictidaceae.  Arten är reproducerande i Sverige. Inga underarter finns listade i Catalogue of Life.